# Isabel de Forz, 8.ª Condessa de Devon
Isabel de Forz (julho de 1237 - 10 de novembro de 1293)  (ou Isabel de Redvers, latinizada para Isabella de Fortibus) foi a filha mais velha de Balduíno de Redvers, 6.º Conde de Devon (1217–1245). Com o falecimento de seu irmão Balduíno de Redvers, 7.º Conde de Devon em 1262, sem filhos, ela herdou suo jure (em seu próprio direito) o condado e também o baronato feudal de Plympton em Devon, e o senhorio da Ilha de Wight. Depois do falecimento prematuro de seu marido e irmão, antes de completar trinta anos, ela herdou suas propriedades e se tornou uma das mulheres mais ricas da Inglaterra, vivendo principalmente no Castelo de Carisbrooke na Ilha de Wight, que ela sustentava do rei como inquilino-chefe.

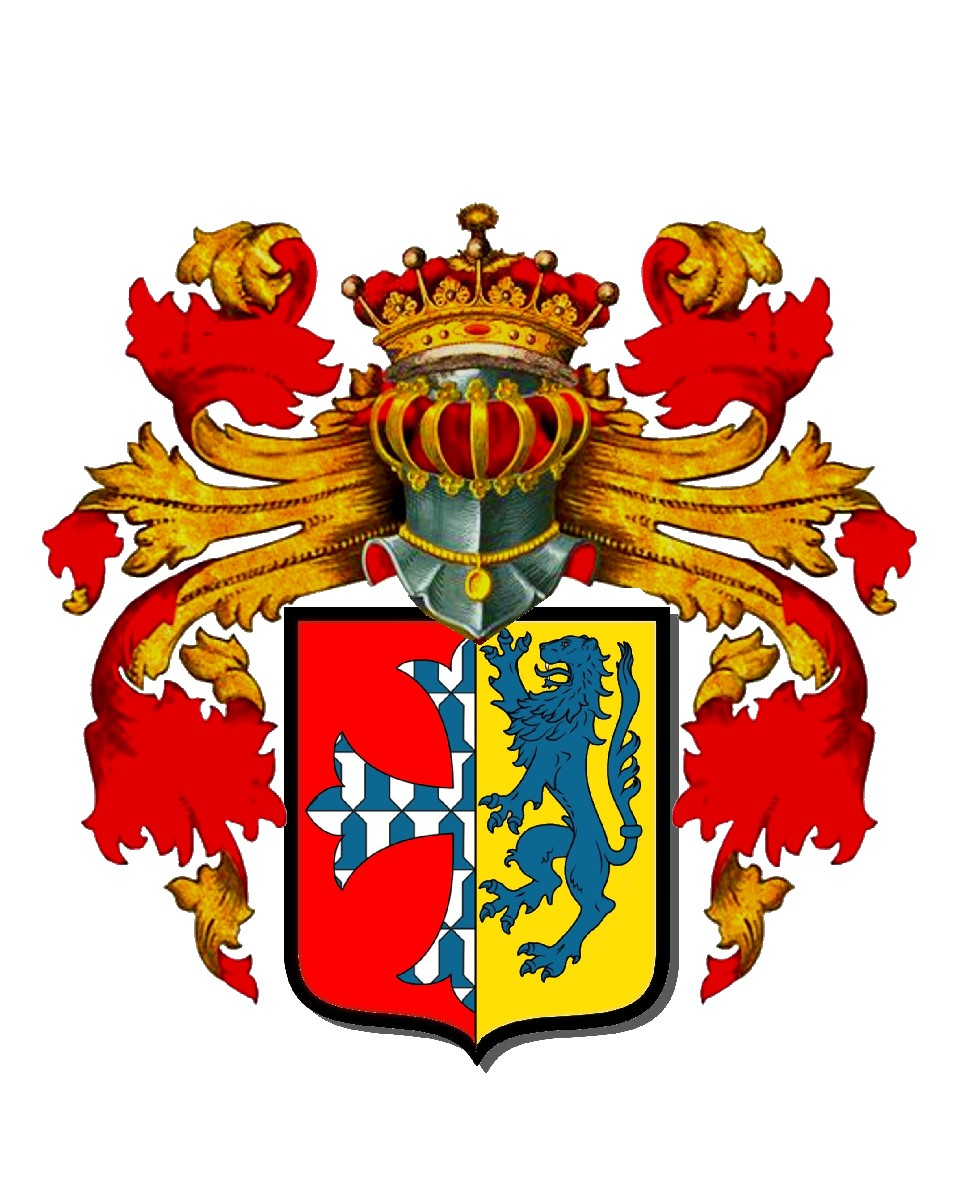

Isabel o Brasão da família lado paterno